# Śpiewnik (czasopismo)
Śpiewnik – polski miesięcznik śpiewaczy, poświęcony pieśni polskiej, ukazujący się w Poznaniu w latach 1906–1907.

## Opis
Pierwszy numer czasopisma ukazał się 1 października 1906. Wydawcą i redaktorem naczelnym był Dionizy Królikowski. Inicjatorem wydawania Śpiewnika był Związek Kół Śpiewackich Polskich i prawdopodobnie czasopismo było organem tej organizacji, jednak nie ma o tym wzmianki na łamach. Każdy numer miał osiem stron i był oprawiony w kartonową okładkę koloru czerwonego, o ubogiej szacie graficznej. Miał nietypowe wymiary 23,5 x 15,5 cm. Wewnątrz prezentowano zwykle kilka pieśni jednogłosowych z nutami, pojedyncze utwory wielogłosowe (najczęściej czterogłosowe), a także krótkie artykuły informacyjne i propagandowe. Tytuł adresowano nie tylko do kół śpiewaczych, ale również do szerszego grona czytelników, celem propagowania pieśni polskich. Mimo tego, oprócz pieśni kompozytorów polskich, drukowano też utwory zagraniczne, melodie ludowe oraz piosenki dla dzieci przy zabawie. Z uwagi na negatywny odbiór czytelników od kwietnia 1907 zaprzestano publikowania tłumaczeń oper niemieckich. Rozszerzono też wówczas dział literacki. Nakład czasopisma nie jest znany. Ostatni, dwunasty numer ukazał się we wrześniu 1907. Przyczyną likwidacji tytułu była mała liczba abonentów.